# Samba Martine

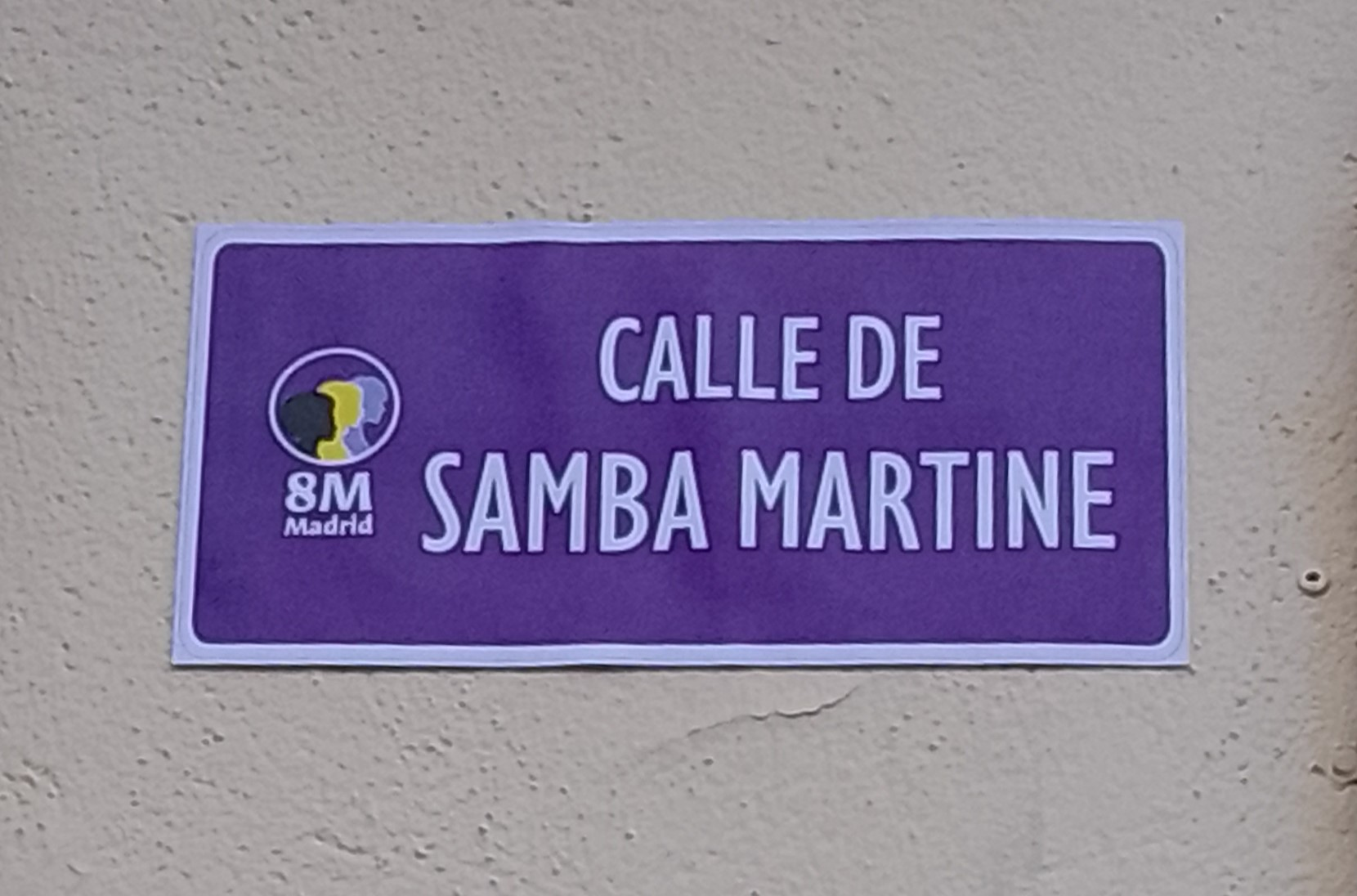
Homenaje a Samba Martine en el barrio de Lavapiés de Madrid con motivo de la conmemoración del Día de la Mujer Trabajadora.

Martine Samba (República Democrática del Congo, 1977-Madrid, 19 de diciembre de 2011), conocida por Samba Martine con su apellido antes que su nombre, al ser este el orden en el que son registrados los datos de las personas internadas en los CIES, fue una mujer emigrada que murió cuando permanecía retenida en el CIE de Aluche, en Madrid. La polémica de su caso contribuyó a que la existencia y las condiciones de los CIE ocupara un lugar más visible en el debate público en España.

## Biografía
Martine llegó a Melilla en agosto de 2011 y entró en el CETI (Centro de Estancia Temporal de Inmigrantes), donde permaneció  tres meses, hasta el 12 de noviembre, cuando por sobreocupación del CETI, la trasladaron al CIE (Centro de Internamiento de Extranjeros) de Aluche en Madrid con la intención de expulsarla del país. En este CIE se le identificó con un número: el 3106.

## Denuncia
Su caso es una de las denuncias que internos, activistas, organizaciones y colectivos de apoyo realizaron contra la existencia y condiciones de estos centros. En particular, criticaban que Samba Martine no fuera diagnosticada ni recibiera la atención médica adecuada a pesar del número de veces que la solicitó.
Según el informe del servicio médico del CIE elaborado tras su fallecimiento, se refieren hasta 10 visitas de la mujer precisando asistencia. En el informe solo consta que en una de estas visitas llevada a cabo el 14 de diciembre, estuvo acompañada de intérprete. En ninguna de ellas se diagnosticó su verdadera enfermedad.
Por fin, el día 19 de diciembre se le trasladó al Hospital 12 de Octubre debido a una hiperventilación. 
Tras la muerte, la hipótesis que manejó en un principio el hospital fue la de la meningitis. Después, el propio hospital cambió el diagnóstico por el de neumonía neumocócica y más tarde se señaló que la muerte podría haber sido provocada por una infección derivada del VIH ya que Martine era seropositiva.

### Archivo
El Juzgado de Instrucción número 38 de Madrid archivó la investigación penal abierta por estos hechos y presentada por Clémentine Samba, madre de Martine Samba. Según el auto, no existía atisbo alguno de que se hubiera producido una conducta negligente o mala praxis por parte de alguno de los sanitarios que atendieron a la fallecida, y existía contrariamente, constatación de que, en cualquier caso ineludiblemente, se habría producido el mismo resultado. Más tarde, en el año 2014 la Audiencia Provincial de Madrid ordenó reabrir el caso ante un recurso presentado a esta decisión realizado por la madre de Martine Samba y la acusación popular. El juicio se fijó para el mes de junio de 2019.

### Comisión rogatoria
En noviembre de 2014, el Juzgado de Instrucción número 38 de Madrid libró una comisión rogatoria a Paraguay para que se tomara declaración "en calidad de imputado" a uno de los médicos que atendió a Samba Martine y que residía en este país. Se realizó atendiendo a la reclamación cursada por la acusación popular que ejercieron las organizaciones SOS Racismo y Ferrocarril Clandestino. Según la acusación, la declaración podría ser determinante ya que el facultativo fue quien realizó el reconocimiento inicial y quien asistió en más ocasiones a Martine durante su internamiento.

### Resolución favorable
En noviembre de 2020, el Ministerio de la Presidencia resolvió favorablemete la demanda de responsabilidad patrimonial que había interpuesto la familia y ordenó que el Ministerio de Interior, el Ministerio de Inclusión, Seguridad Social y Migraciones y la empresa que prestaba el servicio médico, SERMEDES S.L. la indemnizaran.

## Visibilización
El caso de Martine ha sido representado en la obra teatral Un trozo invisible de este mundo escrita por Juan Diego Botto e interpretada por él mismo y la actriz y cantante Astrid Jones.
Los artistas Daniela Ortiz y Xose Quiroga realizaron el 12 de octubre de 2012 el vídeo Homenaje a los caídos que recoge el recorrido por Madrid de una imagen de Samba Martine desde la Plaza de Colón (Madrid) hasta el Hospital 12 de Octubre en el que falleció.
Nacho Vegas narra en su canción Crímenes Cantados del disco Violética la historia del caso de Samba (y Mohamed Bouderbala) a modo de crítica contra los CIEs. 
Samba Martine fue una de las mujeres elegidas para el renombramiento de una de las catorce calles del barrio de Lavapiés de Madrid en el paseo reivindicativo y festivo que se realizó el 6 de marzo de 2022. Esta acción fue una respuesta de los colectivos de mujeres, vecinos y vecinas del barrio ante el cambio de nombre del Espacio de Encuentro Feminista de Ribera de Curtidores por parte del Ayuntamiento de Madrid y la Junta del Distrito de Lavapiés, renombrado como Espacio de Encuentro de Centro. También quisieron visibilizar la escasez de nombres de mujeres en el callejero de Madrid y darle la importancia que merecen las mujeres en al historia.